# Ana Anđelić
Ana Anđelić (* 18. Juni 1998) ist eine kroatische Handballspielerin. Sie ist kroatische Nationalspielerin im Beachhandball.

## Hallenhandball
Ana Anđelić spielte in der Jugend für RK Sesvete Agroproteinka. In der Saison 2018/19 und 2019/2020 spielte sie für den Verein in der ersten kroatischen Liga. 2020 beendete sie zunächst ihre aktive Karriere.

## Beachhandball
Anđelić spielte für das kroatische Spitzenteam MHC Dubrava. Mit dem Verein erreichte sie beim Beach Handball Champions Cup 2019 in Catania mit Detono den siebten Platz.
Anđelić’ erstes Turnier mit einer kroatischen Nationalmannschaft waren die Europameisterschaften 2017 am Jarun-See im heimischen Zagreb. Nach einer Auftaktniederlage gegen Italien gab es gegen Spanien einen Sieg. Es folgten ein Sieg gegen die Schweiz und eine Niederlage gegen Griechenland. Gegen Griechenland war Anđelić hinter Lucija Kelava mit sieben erzielten Punkten zweitbeste Torschützen Kroatiens. Mit zwei Siegen und zwei Niederlagen wurde Kroatien nur Vorletzte der Vorrundengruppe, zog aber dennoch in die Hauptrunde ein. Dort starteten die Kroatinnen mit einem Sieg über die Ukraine, verloren danach aber gegen Russland, Dänemark und Polen. Gegen die Ukraine war Anđelić erneut mit sieben erzielten Punkten zweitbeste kroatische Werferin nach Kelava. Auch in der Hauptrunde wurde Kroatien nur Vorletzte Mannschaft und zog damit in die Platzierungsrunde ein. Hier gelangen zwei Siege gegen Italien und Ungarn. Somit schloss Kroatien zum dritten Mal in Folge auf dem neunten Platz ab. Kelava erzielte in allen zehn möglichen Spielen eingesetzt 42 Punkte.

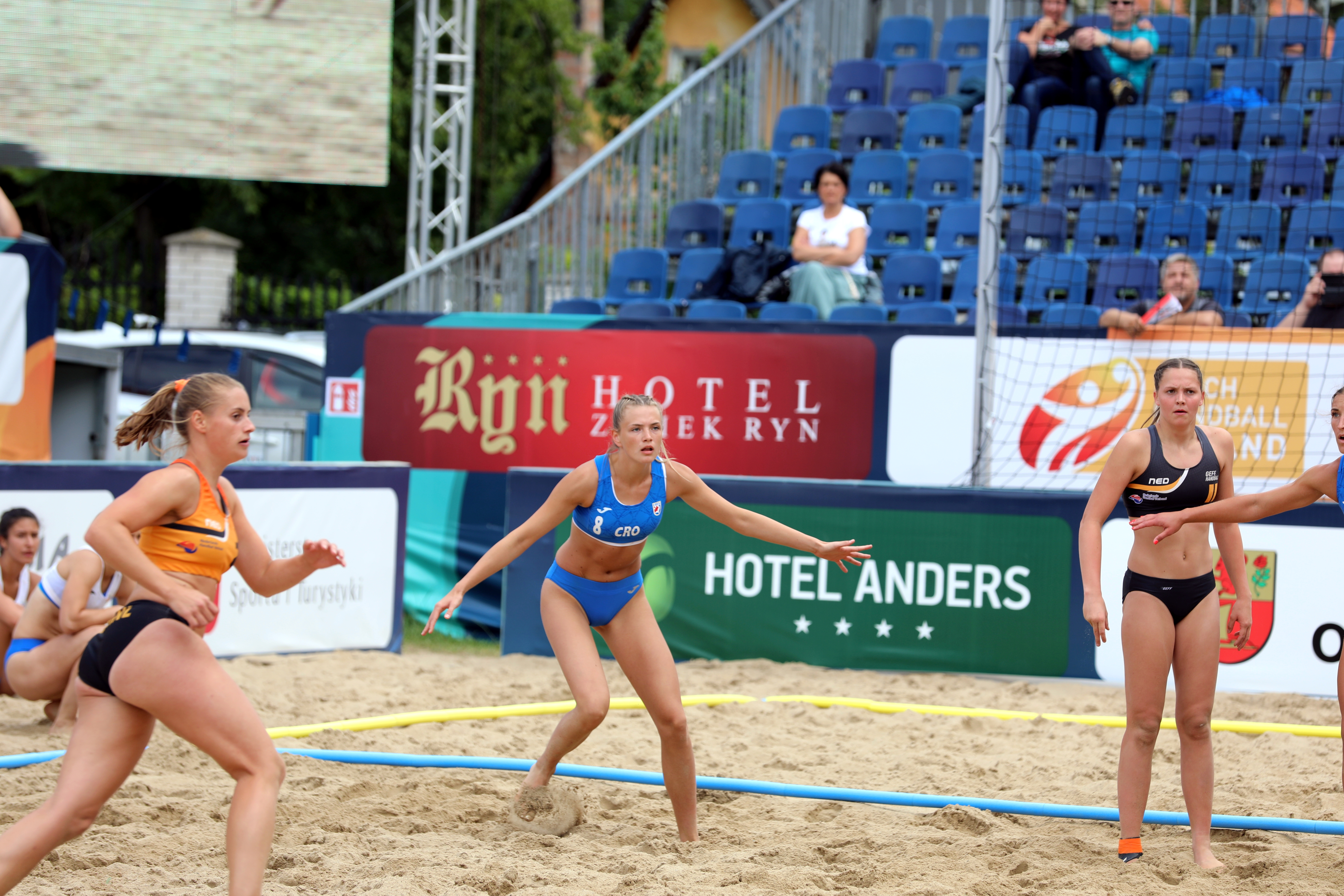
Anđelić (blau, Mitte) in der Verteidigung im Spiel um die Bronzemedaille bei der EM 2019; links Krista Mol, rechts Marit van Ede (beide Niederlande)

2019 nahm Anđelić in Stare Jabłonki zum zweiten Mal an einer Beachhandball-Europameisterschaft teil. In einer ausgeglichenen Vorrundengruppe A traf Kroatien auf die Mitfavoritinnen Niederlande und Norwegen sowie auf die Außenseiterinnen aus der Türkei und Rumänien. Nach einer Niederlage zum Auftakt gegen Norwegen folgte ein Sieg im Shootout gegen die Niederlande, ein Sieg gegen Rumänien und die Türkei. Gegen die Niederlande und Rumänien musste Anđelić jeweils nach der zweiten Zeitstrafe die Spiele vorzeitig beenden. Als Drittplatzierte der Vorrunde zog man in die Hauptrunde ein. Hier wurden nacheinander Ungarn, Portugal und die gastgebenden Polinnen bezwungen. Als Erste der Hauptrunde zogen die Kroatinnen in das Viertelfinale gegen die Ukraine ein, die knapp in zwei Engen Sätzen bezwungen wurde. Damit zogen die Kroatinnen in das Halbfinale ein, wo sie erneut auf die Gegnerinnen aus der Vorrunde, die Norwegerinnen trafen. Gegen die Nordeuropäerinnen verloren die Kroatinnen des Spiels in zwei Durchgängen. Auch das Spiel um den dritten Platz ging gegen die Niederlande verloren. Dennoch bedeutete der vierte Rang eine deutliche Verbesserung zu den drei vorherigen Turnieren. Anđelić traf, in allen zehn Spielen eingesetzt, zu zwei Punkten, die sie im „kleinen Finale“ erzielte. Mit acht Zeitstrafen in fünf Spielen und damit drei vorzeitig beendeten Spielen war sie nach Julie Aspelund Berg und Isabel Kattner aggressivste Spielerin des Turniers.

## Einzelbelege
1. ↑  1.HRL sezona 18_19. Abgerufen am 5. Dezember 2021 (englisch).
2. ↑  1. HRL sezona 19_20. Abgerufen am 5. Dezember 2021 (englisch).
3. ↑  Osječanke kreću gostovanjem u Čakovcu - SPORTALO. Abgerufen am 5. Dezember 2021.
4. ↑  European Handball Federation - 2019 Women's Beach Handball Champions Cup / Final Tournament. Abgerufen am 5. Dezember 2021 (englisch).
5. ↑  Sesvećanke u dresu Hrvatske! In: Beach Handball Club "Sesvete". 20. Juni 2017, archiviert vom Original (nicht mehr online verfügbar) am 5. Dezember 2021; abgerufen am 5. Dezember 2021 (amerikanisches Englisch).
6. ↑  European Handball Federation - 2017 Women's ECh Beach Handball / Final Tournament. Abgerufen am 25. Dezember 2020 (englisch).
7. ↑  Europsko prvenstvo u rukometu na pijesku - rezultati. Abgerufen am 25. Dezember 2020.
8. ↑  UltraSports: Denmark have two shots at gold at Beach Handball EURO 2019 | UltraSports.TV. Archiviert vom Original (nicht mehr online verfügbar) am 21. Juni 2020; abgerufen am 19. Juni 2020 (amerikanisches Englisch).
9. ↑  European Handball Federation - 2019 Women's ECh Beach Handball / Final Tournament. Abgerufen am 4. Dezember 2021 (englisch).

| Personendaten    | Personendaten                                 |
| ---------------- | --------------------------------------------- |
| NAME             | Anđelić, Ana                                  |
| ALTERNATIVNAMEN  | Andjelić, Ana                                 |
| KURZBESCHREIBUNG | kroatische Hallen- und Beachhandballspielerin |
| GEBURTSDATUM     | 18. Juni 1998                                 |